# わさび平小屋

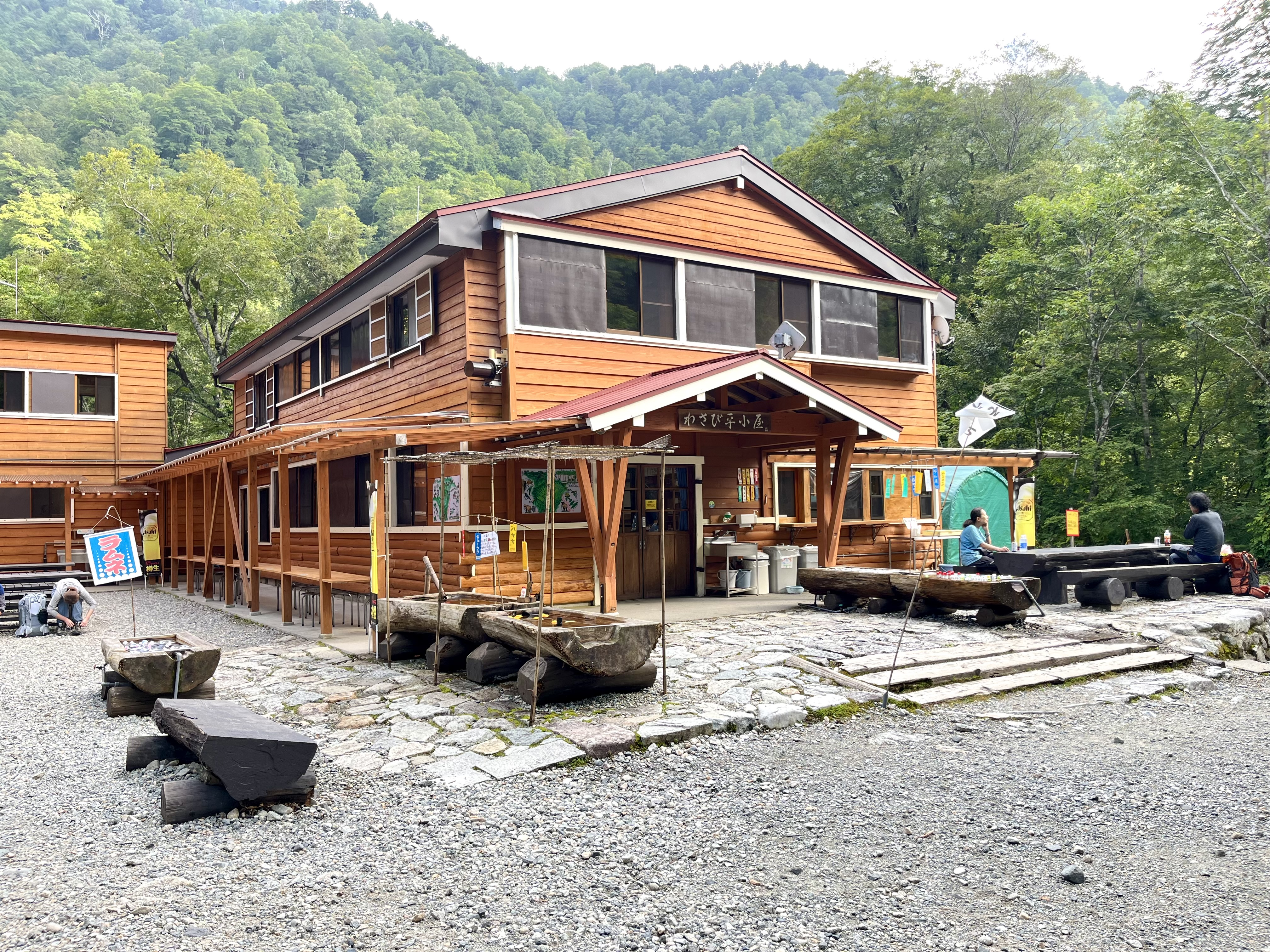
小屋外観

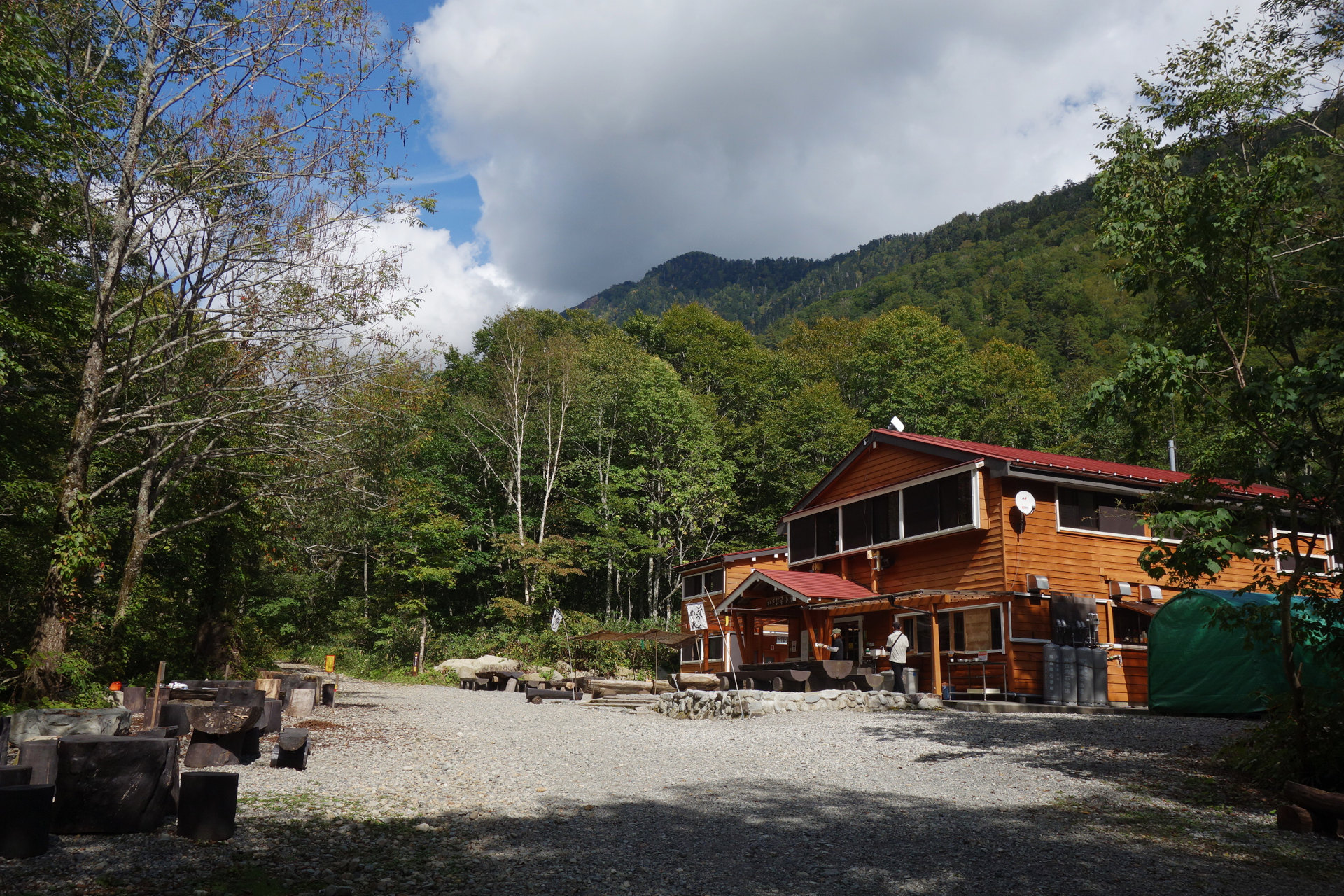
わさび平小屋と左俣林道

わさび平小屋（わさびだいらごや）は、岐阜県高山市の飛騨山脈（北アルプス）南部にある山小屋。
中部山岳国立公園内、高原川の支流の蒲田川の左俣谷に沿って付けられた林道の脇、標高1,402 mに位置する。新穂高温泉から徒歩で1時間ほど。

## 概要
1957年（昭和32年）に、双六小屋の経営者であった小池義清が、双六小屋への荷継ぎのために、ワサビ平にこの小屋を建設した。2014年（平成26年）より、著名な山岳写真家でもある二代目経営者・小池潜（ひそむ）から継いだ三代目・小池岳彦（たけひこ）が経営。わさび平小屋のほか、同じ山域にある双六小屋・黒部五郎小舎・鏡平山荘の各山小屋も小池がオーナーを務める。2018年には新館（トイレ棟）が完成した。
付近はブナの原生林となっている。このブナ林からの湧水を利用した風呂が小屋にあり、宿泊者限定で利用できる。
小屋から10分ほど手前に笠ヶ岳の登山道の笠新道入口がある。飛騨山脈主稜線へは、林道を遡り小池新道から双六小屋方面へ向かう。2005年（平成17年）秋、左俣谷から奥丸山へ登る登山道が新設された。これにより、わさび平小屋を利用して、奥丸山から中崎尾根を経由して槍ヶ岳に至るルートが新たにできた。

### 営業期間
- 7月10日 - 10月20日（2017年）[5]

### 収容人数
60名。また、小屋のすぐ横にテント30張分のキャンプ指定地がある。北アルプスの大部分が中部山岳国立公園内であるため、キャンプ指定地以外のテント設営は禁止されている。

### 主な施設
売店・食堂・簡易水洗トイレ・洗面所・乾燥室・無料の給水施設・公衆衛星電話などがある。

## 近隣の山小屋
- 鏡平山荘
- 双六小屋
- 笠ヶ岳山荘
- 穂高平小屋
- 槍平小屋
- 槍ヶ岳山荘

## 周辺の山
- 双六岳 - 三俣蓮華岳 - 鷲羽岳
- 樅沢岳 - 槍ヶ岳
- 弓折岳 - 抜戸岳 - 笠ヶ岳
- 奥丸山